# 中国地区大学野球連盟
中国地区大学野球連盟（ちゅうごくちくだいがくやきゅうれんめい、英語表記:Chugokutiku University Baseball Federation）とは、日本の中国地方に所在する大学の硬式野球部で構成され、全日本大学野球連盟の傘下にある連盟である。

## 概要
中国地方の大学硬式野球部19校（2023年春現在）で構成され、連盟事務局は岡山県岡山市北区富原3860に所在する。リーグ戦は加盟校数の関係から前シーズンの成績を基に最大6校による1部から4部までのブロックに分れて行い、1部リーグを｢中国六大学野球リーグ｣、2部以下を｢中国地区大学野球リーグ｣と称する。
春季と秋季にそれぞれリーグ戦を行い、各シーズン終了後に各部の間で入れ替え戦を実施する。1部リーグの優勝校は春は全日本大学野球選手権大会に出場、秋は明治神宮野球大会大学の部に出場をかけ、｢四国・中国3連盟代表決定戦｣に出場する。また、6月には全加盟校による1・2年生を対象にトーナメント方式の新人戦も行われる。

## 沿革
※連盟・リーグ発足以前の加盟校の実績及び関連団体についても併記
- 1947年（昭和22年） - 全国新制大学野球連盟の中国・四国・近畿地域を合わせた西部地区を設立
- 1952年（昭和27年） - 全日本大学野球連盟の誕生に伴い西部地区大学野球連盟として移行
- 1953年（昭和28年） - 近畿地域を西部地区から分離。中国・四国地域の参加校での全校トーナメントを開始。岡山大学が選手権初出場、ベスト4進出。
- 1967年（昭和42年） - 中国地区大学野球連盟結成。中国地区大学野球選手権（トーナメント）が開始。同時に四国地区との代表決定戦が始まった。広島六大学野球連盟が西部地区内に創設。
- 1968年（昭和43年） - 広島六大学野球連盟の全日本大学野球選手権大会代表枠が西部地区から分離独立
- 1979年（昭和54年） - 徳山大学が明治神宮大会初出場。
- 1980年（昭和55年） - 中国地区を再編成。ローカルに存在したリーグ戦や既設のトーナメント戦を発展的に解消し、中国地区連盟全体として総当たり戦への実施に移行
- 1990年（平成2年） - 選抜チーム韓国遠征
- 1991年（平成3年） - 全日本大学野球選手権大会の出場枠に関して西部地区から独立して単独出場権を獲得
- 1994年（平成6年） - 東亜大学が明治神宮大会初優勝、中国リーグ代表校初の全国制覇。
- 1996年（平成8年） - 春季リーグより3部制に移行。
- 2000年（平成12年） - 選抜チーム米国遠征
- 2004年（平成16年） - 選抜チーム米国遠征
- 2005年（平成17年） - 春季リーグより4部制に移行。
- 2023年（令和5年） - 春季リーグより3部制に再移行。

## 対戦方法

### 1部
春秋共に2戦先勝方式の総当たりによる勝ち点制（方式A）。引き分けは再試合。
2戦先勝方式
同一の対戦校に対して先に2勝したチームがその相手校との対戦に勝利したとして対戦を終了する。（1勝1敗の場合は第3戦を行い決着を付ける。）

### 2部・3部・4部（2022年秋季まで）
- 2005年秋季まで：春秋共に2回戦総当たりによる勝率制。
- 2006年春季～2008秋季：春秋共に2回戦総当たりによる勝ち点制（方式B）。
- 2009年春季以降：春秋共に2回戦総当たりによる勝ち点制（方式C）。

### 順位決定方法

#### 勝ち点制（方式A）
同一対戦校に勝ち越した場合に勝ち点1を獲得し、勝ち点が多い方が上位。勝ち点が同じ場合は全体の勝率比較によって順位を決定。
勝ち点も勝率も同じ場合は、優劣の決定が必要な場合に限り決定戦（プレイオフ）を行なう。
決定戦の成績はリーグ戦の成績に加算しない。

#### 勝ち点制（方式B）
当該チームの対戦結果に応じて試合毎に以下要領で勝ち点を計上する。勝ち点が高いチームが上位。同勝ち点の場合は勝率が高いほうを上位とする。
1. コールド勝ち→4点
2. コールド以外の勝ち→3点
3. 引き分け→1点
4. コールド以外の負け→0点
5. コールド負け→-1点

#### 勝ち点制（方式C）
方式Bからコールド試合に関する規定を廃したもの。
1. 勝ち→3点
2. 引き分け→1点
3. 負け→0点

#### 勝率制
当該チームの全勝数を引き分け試合を除いた全試合数で割ったもの。その数値が高いチームを上位とする。

### 入れ替え戦
各部のリーグ戦の終了後に上位リーグの最下位校と下位リーグの優勝校との間で対戦を組み、勝者チームを次シーズンの上位リーグの所属とする。（敗者チームは次シーズンは下位リーグ所属となる。）
対戦方法は2戦先勝方式。

## 試合会場
1部リーグ戦が倉敷マスカットスタジアム、2部リーグ戦が岡山県野球場、3部リーグ戦が倉敷マスカットスタジアム補助野球場で、それぞれ開会式・第1週と第5・最終週・閉会式が行われる。第2週～第4週は基本的に所属各大学近隣の福山市民球場、周南市野球場、下関球場などの公共野球場を週ごとに使用するが、年毎に異なる。また、入れ替え戦は各上位リーグ最下位校の所在地で行われているが、2008年秋と2009年春はマスカット補助球場で全て行われている。

## 加盟大学
※大学選手権＝全日本大学野球選手権大会出場回数、神宮大会＝明治神宮大会出場回数。（大学選手権と神宮大会の数字はリーグ発足以前も含む）
| 学校             | 参加年度 | 大学選手権 | 神宮大会 | 最終出場大会      | 関係者                       | 実績                                 | 備考                                   |
| 鳥取県           | 鳥取県   | 鳥取県     | 鳥取県   | 鳥取県            | 鳥取県                       | 鳥取県                               |                                        |
| ---------------- | -------- | ---------- | -------- | ----------------- | ---------------------------- | ------------------------------------ | -------------------------------------- |
| 鳥取大学         | 1980     |            |          |                   | 山根俊英（鳥取農専）         |                                      |                                        |
| 島根県           |          |            |          |                   |                              |                                      |                                        |
| 島根大学         | 1980     | 1          | 0        | 1984年 大学選手権 |                              |                                      |                                        |
| 島根県立大学     | 2002     |            |          |                   |                              |                                      |                                        |
| 岡山県           |          |            |          |                   |                              |                                      |                                        |
| 岡山大学         | 1980     | 6          | 0        | 1978年 大学選手権 |                              | 全日本大学野球選手権大会ベスト4：2回 |                                        |
| 岡山商科大学     | 1980     | 7          | 1        | 2017年 大学選手権 | 大立恭平、近藤弘樹、蔵本治孝 |                                      |                                        |
| 岡山理科大学     | 1980     | 1          | 0        | 1976年 大学選手権 | 三瀬幸司                     |                                      |                                        |
| 吉備国際大学     | 1990     | 2          | 0        | 2024年 大学選手権 |                              |                                      |                                        |
| 川崎医療福祉大学 | 1992     |            |          |                   |                              |                                      |                                        |
| 倉敷芸術科学大学 | 1996     |            |          |                   |                              |                                      |                                        |
| 岡山県立大学     | 1996     |            |          |                   |                              |                                      |                                        |
| 環太平洋大学     | 2007     | 4          | 8        | 2024年 神宮大会   | 亀澤恭平、又吉克樹、松本直晃 | 明治神宮大会準優勝：1回              |                                        |
| 広島県           |          |            |          |                   |                              |                                      |                                        |
| 福山大学         | 1980     | 4          | 1        | 2011年 神宮大会   |                              |                                      |                                        |
| 広島文化学園大学 | 1998     |            |          |                   | 梅林優貴                     |                                      | 旧名称：呉大学（2008年3月まで）        |
| 比治山大学       | 2002     |            |          |                   |                              |                                      |                                        |
| 尾道市立大学     | 2004     |            |          |                   |                              |                                      | 旧名称：尾道大学（2012年3月まで）      |
| 山口県           |          |            |          |                   |                              |                                      |                                        |
| 周南公立大学     | 1980     | 13         | 9        | 2018年 大学選手権 | 井戸伸年、飯田宏行、高宮和也 |                                      | 旧名称：徳山大学（2022年3月まで）      |
| 山口大学         | 1980     |            |          |                   |                              |                                      |                                        |
| 東亜大学         | 1992     | 11         | 10       | 2025年 大学選手権 | 中東直己、深沢和帆（中退）   | 明治神宮大会優勝：3回                |                                        |
| 至誠館大学       | 2007     |            |          |                   |                              |                                      | 旧名称：山口福祉文化大学（2006年まで） |

### かつて加盟していた学校
- 徳山工業高等専門学校
  - リーグ創設時より加盟。脱退年不明。
- 水産大学校
  - リーグ創設時より加盟。1997年秋季リーグを全試合棄権し、そのままリーグを脱退。
- 広島国際大学呉キャンパス
  - 2005年春季より加盟。2013年秋季リーグ戦を部員不足で辞退後、野球部を広島国際大学と統合して脱退。
- 広島国際大学
  - 2022年秋季限りで脱退し、2023年春季より広島六大学野球連盟へ転籍。

### リーグ分け
2024年秋季リーグ時点

#### 1部
- 吉備国際大学
- 東亜大学
- 環太平洋大学
- 周南公立大学
- 至誠館大学
- 広島文化学園大学

#### 2部
- 岡山商科大学
- 岡山理科大学
- 福山大学
- 島根大学
- 鳥取大学
- 川崎医療福祉大学

#### 3部
- 島根県立大学
- 岡山大学
- 岡山県立大学
- 山口大学
- 倉敷芸術科学大学
- 比治山大学
- 尾道市立大学

## 歴代優勝

### 歴代優勝チーム・入れ替え戦の結果
- ◇：西部地区大学野球連盟代表決定戦を経て明治神宮野球大会出場（1980年から1991年まで広島六大学と隔年で出場）
- ◎：代表決定戦に勝利し明治神宮野球大会出場権獲得
- ☆：全国大会優勝
- ○：入れ替え戦の勝者
- ●：入れ替え戦の敗者

| 開催年    | 1部優勝                                              | 1部・2部入れ替え戦                                   | 1部・2部入れ替え戦                                   |                                                      |                                                      |                                                      |                                                      |
| 開催年    | 1部優勝                                              | 1部最下位                                            | 2部優勝                                              |                                                      |                                                      |                                                      |                                                      |
| --------- | ---------------------------------------------------- | ---------------------------------------------------- | ---------------------------------------------------- | ---------------------------------------------------- | ---------------------------------------------------- | ---------------------------------------------------- | ---------------------------------------------------- |
| 1980春    | 徳山大学                                             | 最下位校不明                                         | 徳山工業高等専門学校                                 |                                                      |                                                      |                                                      |                                                      |
| 1980秋    | 岡山大学                                             | 最下位校不明（注1）                                  | 島根大学（注1）                                      |                                                      |                                                      |                                                      |                                                      |
| 1981春    | 福山大学                                             | 島根大学●                                            | 山口大学○                                            |                                                      |                                                      |                                                      |                                                      |
| 1981秋    | 徳山大学                                             | 最下位校不明（注1）                                  | 島根大学（注1）                                      |                                                      |                                                      |                                                      |                                                      |
| 1982春    | 徳山大学                                             | 最下位校不明                                         | 徳山工業高等専門学校                                 |                                                      |                                                      |                                                      |                                                      |
| 1982秋    | 福山大学                                             | 最下位校不明                                         | 岡山理科大学                                         |                                                      |                                                      |                                                      |                                                      |
| 1983春    | 福山大学                                             | 島根大学○                                            | 岡山理科大学●                                        |                                                      |                                                      |                                                      |                                                      |
| 1983秋    | 徳山大学◇                                            | 岡山大学○                                            | 徳山工業高等専門学校●                                |                                                      |                                                      |                                                      |                                                      |
| 1984春    | 島根大学                                             | 岡山大学○                                            | 鳥取大学●                                            |                                                      |                                                      |                                                      |                                                      |
| 1984秋    | 徳山大学                                             | 岡山大学○                                            | 鳥取大学●                                            |                                                      |                                                      |                                                      |                                                      |
| 1985春    | 徳山大学                                             | 最下位校不明                                         | 岡山理科大学                                         |                                                      |                                                      |                                                      |                                                      |
| 1985秋    | 徳山大学◇                                            | 最下位校不明（注1）                                  | 岡山理科大学（注1）                                  |                                                      |                                                      |                                                      |                                                      |
| 1986春    | 徳山大学                                             | 岡山理科大学○                                        | 山口大学●                                            |                                                      |                                                      |                                                      |                                                      |
| 1986秋    | 徳山大学                                             | 島根大学●                                            | 鳥取大学○                                            |                                                      |                                                      |                                                      |                                                      |
| 1987春    | 徳山大学                                             | 岡山理科大学●                                        | 山口大学○                                            |                                                      |                                                      |                                                      |                                                      |
| 1987秋    | 岡山商科大学◇                                        | 山口大学○                                            | 島根大学●                                            |                                                      |                                                      |                                                      |                                                      |
| 1988春    | 岡山商科大学                                         | 最下位校不明                                         | 島根大学                                             |                                                      |                                                      |                                                      |                                                      |
| 1988秋    | 岡山商科大学                                         | 最下位校不明                                         | 島根大学                                             |                                                      |                                                      |                                                      |                                                      |
| 1989春    | 岡山商科大学                                         | 岡山大学○                                            | 島根大学●                                            |                                                      |                                                      |                                                      |                                                      |
| 1989秋    | 徳山大学                                             | 山口大学○                                            | 島根大学●                                            |                                                      |                                                      |                                                      |                                                      |
| 1990春    | 徳山大学                                             | 鳥取大学●                                            | 島根大学○                                            |                                                      |                                                      |                                                      |                                                      |
| 1990秋    | 徳山大学◇                                            | 島根大学○                                            | 鳥取大学●                                            |                                                      |                                                      |                                                      |                                                      |
| 1991春    | 徳山大学                                             | 山口大学○                                            | 鳥取大学●                                            |                                                      |                                                      |                                                      |                                                      |
| 1991秋    | 徳山大学                                             | 山口大学○                                            | 岡山理科大学●                                        |                                                      |                                                      |                                                      |                                                      |
| 1992春    | 徳山大学                                             | 岡山大学●                                            | 東亜大学○                                            |                                                      |                                                      |                                                      |                                                      |
| 1992秋    | 徳山大学◎                                            | 山口大学●                                            | 岡山大学○                                            |                                                      |                                                      |                                                      |                                                      |
| 1993春    | 徳山大学                                             | 島根大学●                                            | 川崎医療福祉大学○                                    |                                                      |                                                      |                                                      |                                                      |
| 1993秋    | 東亜大学                                             | 岡山大学○                                            | 鳥取大学●                                            |                                                      |                                                      |                                                      |                                                      |
| 1994春    | 東亜大学                                             | 川崎医療福祉大学●                                    | 吉備国際大学○                                        |                                                      |                                                      |                                                      |                                                      |
| 1994秋    | 東亜大学◎☆                                           | 吉備国際大学○                                        | 山口大学●                                            |                                                      |                                                      |                                                      |                                                      |
| 1995春    | 岡山商科大学                                         | 岡山大学○                                            | 山口大学●                                            |                                                      |                                                      |                                                      |                                                      |
|           |                                                      | 1部最下位                                            | 2部優勝                                              | 2部・3部入れ替え戦                                   | 2部・3部入れ替え戦                                   |                                                      |                                                      |
| 2部最下位 | 3部優勝                                              | 1部最下位                                            | 2部優勝                                              |                                                      |                                                      |                                                      |                                                      |
| 1995秋    | 東亜大学                                             | 吉備国際大学○                                        | 岡山理科大学●                                        | 水産大学校（注2）                                    |                                                      |                                                      |                                                      |
| 1996春    | 徳山大学                                             | 岡山大学○                                            | 岡山理科大学●                                        | 鳥取大学○                                            | 岡山県立大学●                                        |                                                      |                                                      |
| 1996秋    | 東亜大学◎                                            | 岡山大学○                                            | 山口大学●                                            | 川崎医療福祉大学（注3）                              | 岡山県立大学（注3）                                  |                                                      |                                                      |
| 1997春    | 徳山大学                                             | 岡山大学●                                            | 山口大学○                                            | 川崎医療福祉大学○                                    | 倉敷芸術科学大学●                                    |                                                      |                                                      |
| 1997秋    | 東亜大学◎                                            | 山口大学●                                            | 岡山大学○                                            | 島根大学○                                            | 倉敷芸術科学大学（注4）●                             |                                                      |                                                      |
| 1998春    | 岡山商科大学                                         | 岡山大学○                                            | 岡山理科大学●                                        | 鳥取大学○                                            | 倉敷芸術科学大学●                                    |                                                      |                                                      |
| 1998秋    | 東亜大学◎                                            | 岡山大学○                                            | 倉敷芸術科学大学●                                    | 岡山県立大学○                                        | 呉大学●                                              |                                                      |                                                      |
| 1999春    | 東亜大学                                             | 岡山大学○                                            | 川崎医療福祉大学●                                    | 岡山県立大学○                                        | 呉大学●                                              |                                                      |                                                      |
| 1999秋    | 東亜大学◎                                            | 岡山大学○                                            | 岡山理科大学●                                        | 岡山県立大学○                                        | 倉敷芸術科学大学●                                    |                                                      |                                                      |
| 2000春    | 岡山商科大学                                         | 岡山大学●                                            | 山口大学○                                            | 岡山県立大学○                                        | 呉大学●                                              |                                                      |                                                      |
| 2000秋    | 徳山大学◎                                            | 山口大学●                                            | 川崎医療福祉大学○                                    | 岡山県立大学●                                        | 呉大学○                                              |                                                      |                                                      |
| 2001春    | 東亜大学                                             | 川崎医療福祉大学○                                    | 山口大学●                                            | 岡山理科大学○                                        | 倉敷芸術科学大学●                                    |                                                      |                                                      |
| 2001秋    | 徳山大学◎                                            | 吉備国際大学○                                        | 島根大学●                                            | 鳥取大学○                                            | 岡山県立大学●                                        |                                                      |                                                      |
| 2002春    | 東亜大学                                             | 川崎医療福祉大学●                                    | 山口大学○                                            | 岡山大学○                                            | 広島国際大学●                                        |                                                      |                                                      |
| 2002秋    | 東亜大学                                             | 山口大学○                                            | 鳥取大学●                                            | 呉大学○                                              | 比治山大学●                                          |                                                      |                                                      |
| 2003春    | 東亜大学                                             | 山口大学●                                            | 川崎医療福祉大学○                                    | 岡山理科大学○                                        | 広島国際大学●                                        |                                                      |                                                      |
| 2003秋    | 東亜大学◎☆                                           | 川崎医療福祉大学○                                    | 鳥取大学●                                            | 岡山理科大学○                                        | 岡山県立大学●                                        |                                                      |                                                      |
| 2004春    | 徳山大学                                             | 吉備国際大学○                                        | 島根大学●                                            | 呉大学●                                              | 比治山大学○                                          |                                                      |                                                      |
|           |                                                      | 1部最下位                                            | 2部優勝                                              | 2部最下位                                            | 3部優勝                                              | 3部・4部入れ替え戦                                   | 3部・4部入れ替え戦                                   |
| 3部最下位 | 4部優勝                                              | 1部最下位                                            | 2部優勝                                              | 2部最下位                                            | 3部優勝                                              |                                                      |                                                      |
| 2004秋    | 東亜大学◎☆                                           | 川崎医療福祉大学○                                    | 山口大学●                                            | 比治山大学●                                          | 島根県立大学○                                        | 呉大学（注5）                                        |                                                      |
| 2005春    | 東亜大学                                             | 吉備国際大学○                                        | 山口大学●                                            | 島根県立大学○                                        | 岡山県立大学●                                        | 比治山大学○                                          | 尾道大学●                                            |
| 2005秋    | 東亜大学◎                                            | 川崎医療福祉大学○                                    | 島根大学●                                            | 鳥取大学○                                            | 岡山県立大学●                                        | 倉敷芸術科学大学○                                    | 尾道大学●                                            |
| 2006春    | 徳山大学                                             | 川崎医療福祉大学○                                    | 島根大学●                                            | 鳥取大学●                                            | 岡山県立大学○                                        | 比治山大学○                                          | 広島国際大学呉キャンパス●                            |
| 2006秋    | 東亜大学◎                                            | 川崎医療福祉大学○                                    | 山口大学●                                            | 島根県立大学○                                        | 倉敷芸術科学大学●                                    | 比治山大学●                                          | 呉大学○                                              |
| 2007春    | 東亜大学                                             | 川崎医療福祉大学○                                    | 岡山大学●                                            | 岡山県立大学●                                        | 倉敷芸術科学大学○                                    | 広島国際大学（注6）                                  | 尾道大学（注6）                                      |
| 2007秋    | 東亜大学                                             | 川崎医療福祉大学○                                    | 岡山大学●                                            | 島根県立大学●                                        | 呉大学○                                              | 広島国際大学●                                        | 環太平洋大学○                                        |
| 2008春    | 東亜大学                                             | 川崎医療福祉大学●                                    | 岡山大学○                                            | 呉大学●                                              | 環太平洋大学○                                        | 岡山県立大学●                                        | 山口福祉文化大学○                                    |
| 2008秋    | 東亜大学                                             | 岡山大学●                                            | 環太平洋大学○                                        | 倉敷芸術科学大学●                                    | 山口福祉文化大学○                                    | 尾道大学○                                            | 岡山県立大学●                                        |
| 2009春    | 徳山大学                                             | 環太平洋大学○                                        | 岡山大学●                                            | 岡山理科大学●                                        | 広島文化学園大学○                                    | 倉敷芸術科学大学○                                    | 岡山県立大学●                                        |
| 2009秋    | 徳山大学◎                                            | 東亜大学○                                            | 島根大学●                                            | 広島文化学園大学●                                    | 島根県立大学○                                        | 倉敷芸術科学大学○                                    | 岡山県立大学●                                        |
| 2010春    | 東亜大学                                             | 吉備国際大学○                                        | 山口福祉文化大学●                                    | 島根大学●                                            | 広島文化学園大学○                                    | 鳥取大学●                                            | 広島国際大学○                                        |
| 2010秋    | 環太平洋大学◎                                        | 福山大学○                                            | 岡山大学●                                            | 川崎医療福祉大学○                                    | 島根大学●                                            | 尾道大学○                                            | 鳥取大学●                                            |
| 2011春    | 徳山大学                                             | 吉備国際大学○                                        | 山口福祉文化大学●                                    | 川崎医療福祉大学○                                    | 岡山理科大学●                                        | 尾道大学○                                            | 鳥取大学●                                            |
| 2011秋    | 福山大学◎                                            | 環太平洋大学○                                        | 山口福祉文化大学●                                    | 島根県立大学●                                        | 島根大学○                                            | 広島国際大学●                                        | 比治山大学○                                          |
| 2012春    | 岡山商科大学                                         | 東亜大学○                                            | 島根大学●                                            | 川崎医療福祉大学○                                    | 尾道大学●                                            | 比治山大学●                                          | 広島国際大学○                                        |
| 2012秋    | 福山大学                                             | 環太平洋大学●                                        | 岡山大学○                                            | 川崎医療福祉大学○                                    | 尾道市立大学●                                        | 広島国際大学○                                        | 鳥取大学●                                            |
| 2013春    | 吉備国際大学                                         | 岡山大学●                                            | 山口福祉文化大学○                                    | 川崎医療福祉大学○                                    | 岡山県立大学●                                        | 岡山理科大学○                                        | 倉敷芸術科学大学●                                    |
| 2013秋    | 徳山大学                                             | 山口福祉文化大学●                                    | 環太平洋大学○                                        | 広島文化学園大学●                                    | 島根県立大学○                                        | 広島国際大学○                                        | 鳥取大学●                                            |
| 2014春    | 徳山大学                                             | 岡山商科大学○                                        | 至誠館大学●                                          | 島根県立大学●                                        | 広島文化学園大学○                                    | 広島国際大学●                                        | 鳥取大学○                                            |
| 2014秋    | 徳山大学◎                                            | 吉備国際大学○                                        | 岡山大学●                                            | 川崎医療福祉大学●                                    | 尾道市立大学○                                        | 鳥取大学○                                            | 広島国際大学●                                        |
| 2015春    | 東亜大学                                             | 福山大学○                                            | 至誠館大学●                                          | 尾道市立大学●                                        | 岡山理科大学○                                        | 島根県立大学○                                        | 倉敷芸術科学大学●                                    |
| 2015秋    | 環太平洋大学◎                                        | 福山大学○                                            | 島根大学●                                            | 岡山理科大学●                                        | 尾道市立大学○                                        | 鳥取大学○                                            | 倉敷芸術科学大学●                                    |
| 2016春    | 環太平洋大学                                         | 東亜大学○                                            | 広島文化学園大学●                                    | 尾道市立大学●                                        | 岡山理科大学○                                        | 島根県立大学●                                        | 比治山大学○                                          |
| 2016秋    | 環太平洋大学◎                                        | 福山大学○                                            | 広島文化学園大学●                                    | 山口大学○                                            | 鳥取大学●                                            | 岡山県立大学○                                        | 倉敷芸術科学大学●                                    |
| 2017春    | 岡山商科大学                                         | 福山大学○                                            | 広島文化学園大学●                                    | 山口大学○                                            | 鳥取大学●                                            | 川崎医療福祉大学○                                    | 島根県立大学●                                        |
| 2017秋    | 環太平洋大学◎                                        | 福山大学○                                            | 広島文化学園大学●                                    | 岡山大学●                                            | 鳥取大学○                                            | 岡山県立大学●                                        | 島根県立大学○                                        |
| 2018春    | 徳山大学                                             | 岡山商科大学○                                        | 広島文化学園大学●                                    | 鳥取大学●                                            | 岡山大学○                                            | 川崎医療福祉大学○                                    | 倉敷芸術科学大学●                                    |
| 2018秋    | 環太平洋大学◎                                        | 東亜大学○                                            | 至誠館大学●                                          | 岡山理科大学●                                        | 川崎医療福祉大学○                                    | 尾道市立大学○                                        | 岡山県立大学●                                        |
| 2019春    | 環太平洋大学                                         | 岡山商科大学○                                        | 至誠館大学●                                          | 川崎医療福祉大学●                                    | 岡山理科大学○                                        | 比治山大学○                                          | 倉敷芸術科学大学●                                    |
| 2019秋    | 東亜大学                                             | 岡山商科大学●                                        | 広島文化学園大学○                                    | 岡山理科大学●                                        | 島根県立大学○                                        | 尾道市立大学●                                        | 広島国際大学○                                        |
| 2020春    | 新型コロナウイルス感染症の影響によりリーグ戦打ち切り | 新型コロナウイルス感染症の影響によりリーグ戦打ち切り | 新型コロナウイルス感染症の影響によりリーグ戦打ち切り | 新型コロナウイルス感染症の影響によりリーグ戦打ち切り | 新型コロナウイルス感染症の影響によりリーグ戦打ち切り | 新型コロナウイルス感染症の影響によりリーグ戦打ち切り | 新型コロナウイルス感染症の影響によりリーグ戦打ち切り |
| 2020秋    | 環太平洋大学                                         | 広島文化学園大学・福山大学（注7）                    | 至誠館大学（注7）                                    | 島根大学・島根県立大学（注7）                        | 広島国際大学（注7）                                  | 鳥取大学・比治山大学（注7）                          | 倉敷芸術科学大学（注7）                              |
| 2021春    | 東亜大学                                             | 吉備国際大学●                                        | 至誠館大学○                                          | 島根県立大●                                          | 広島国際大学○                                        | 岡山理科大学○                                        | 倉敷芸術科学大学●                                    |
| 2021秋    | 環太平洋大学                                         | 福山大学●                                            | 吉備国際大学○                                        | 島根大学●                                            | 鳥取大学○                                            | 岡山理科大学●                                        | 倉敷芸術科学大学○                                    |
| 2022春    | 環太平洋大学                                         | 広島文化学園大学○                                    | 福山大学●                                            | 山口大学●                                            | 鳥取大学○                                            | 倉敷芸術科学大学●                                    | 岡山理科大学○                                        |
| 2022秋    | 環太平洋大学◎                                        | 吉備国際大学●                                        | 岡山商科大学○                                        | 島根大学○                                            | 島根県立大学●（注8）                                 | 川崎医療福祉大学○                                    | 岡山県立大学●（注9）                                 |
|           |                                                      | 1部最下位                                            | 2部優勝                                              | 2部最下位                                            | 3部優勝                                              |                                                      |                                                      |
|           |                                                      | 1部最下位                                            | 2部優勝                                              | 2部最下位                                            | 3部優勝                                              |                                                      |                                                      |
| 2023春    | 環太平洋大学                                         | 至誠館大学●                                          | 吉備国際大学◯                                        | 島根県立大学◯                                        | 岡山理科大学●                                        |                                                      |                                                      |
| 2023秋    | 環太平洋大学◎                                        | 広島文化学園大学●                                    | 至誠館大学◯                                          | 岡山大学●                                            | 岡山理科大学◯                                        |                                                      |                                                      |
| 2024春    | 吉備国際大学                                         | 岡山商科大学●                                        | 広島文化学園大学◯                                    | 島根県立大学●                                        | 川崎医療福祉大学○                                    |                                                      |                                                      |
| 2024秋    | 環太平洋大学◎                                        | 広島文化学園大学◯                                    | 福山大学●                                            | 鳥取大学◯                                            | 山口大学●                                            |                                                      |                                                      |
| 2025春    | 東亜大学                                             | 周南公立大学                                         | 岡山商科大学                                         | 川崎医療福祉大学                                     | 山口大学                                             |                                                      |                                                      |
| 2025秋    |                                                      |                                                      |                                                      |                                                      |                                                      |                                                      |                                                      |

- （注1）：最下位チームは不明だが2部優勝チームが1部に昇格している[3]。
- （注2）：来シーズンより3部リーグ創設に伴い、2部最下位の水産大学校が3部に降格。
- （注3）：参加チーム数の増加（5→6）のため3部への降格なし、3部優勝の岡山県立大学が自動昇格。
- （注4）：当時3部は倉敷芸術科学大学・水産大学校の2チームのみで、水産大学校が全試合棄権（そのままリーグを脱退）したため倉敷芸術科学大学が自動的に優勝及び入れ替え戦出場となった[4]。
- （注5）：来シーズンより4部リーグ創設に伴い、3部最下位の呉大学と5位の尾道大学の計2チームが3部に降格。
- （注6）：参加チーム数の増加（4→5）のため4部への降格なし、4部優勝の尾道大学が自動昇格。
- （注7）：入れ替え戦なし。
- （注8）：一度は入れ替え戦に敗れ3部残留となったが、2部の広島国際大学がリーグから脱退（その後広島六大学野球連盟へ転籍）によりチーム数維持（6チーム）のため2部昇格となった。
- （注9）：一度は入れ替え戦に敗れ4部残留となったが、リーグ再編により3部制となったため、倉敷芸術科学大学、比治山大学、尾道市立大学と共に3部昇格となった。

### リーグ優勝回数
2025年春季リーグ終了時点
1部リーグ
| 優勝回数 | 大学                         |
| -------- | ---------------------------- |
| 28       | 徳山大学（現：周南公立大学） |
| 27       | 東亜大学                     |
| 14       | 環太平洋大学                 |
| 9        | 岡山商科大学                 |
| 8        | 福山大学                     |
| 2        | 吉備国際大学                 |
| 1        | 岡山大学 島根大学            |

2部リーグ
| 優勝回数 | 大学                                            |
| -------- | ----------------------------------------------- |
| 15       | 島根大学                                        |
| 13       | 山口大学                                        |
| 11       | 至誠館大学（旧：山口福祉文化大学）              |
| 9        | 岡山理科大学 岡山大学                           |
| 8        | 鳥取大学                                        |
| 7        | 広島文化学園大学                                |
| 5        | 川崎医療福祉大学                                |
| 3        | 徳山工業高等専門学校                            |
| 2        | 環太平洋大学 吉備国際大学 福山大学 岡山商科大学 |
| 1        | 東亜大学                                        |

3部リーグ
| 優勝回数 | 大学                                                                |
| -------- | ------------------------------------------------------------------- |
| 8        | 岡山県立大学 広島文化学園大学（旧：呉大学）                         |
| 7        | 倉敷芸術科学大学                                                    |
| 6        | 岡山理科大学                                                        |
| 5        | 広島国際大学 鳥取大学 島根県立大学                                  |
| 4        | 尾道市立大学                                                        |
| 2        | 島根大学 川崎医療福祉大学 山口大学                                  |
| 1        | 比治山大学 環太平洋大学 山口福祉文化大学（現：至誠館大学） 岡山大学 |

4部リーグ
廃止前の2022年秋季リーグ終了時点
| 優勝回数 | 大学 |
| -------- | --- |
| 9        | 倉敷芸術科学大学 |
| 5        | 鳥取大学 岡山県立大学                                                                                                |
| 4        | 広島国際大学 |
| 3        | 尾道大学（現：尾道市立大学）                                                                                         |
| 2        | 比治山大学 島根県立大学                                                                                              |
| 1        | 広島国際大学呉キャンパス 呉大学（現：広島文化学園大学） 環太平洋大学 山口福祉文化大学（現：至誠館大学） 岡山理科大学 |